# Armenisch-katholische Kirche des Heiligen Gregor des Erleuchters (Teheran)

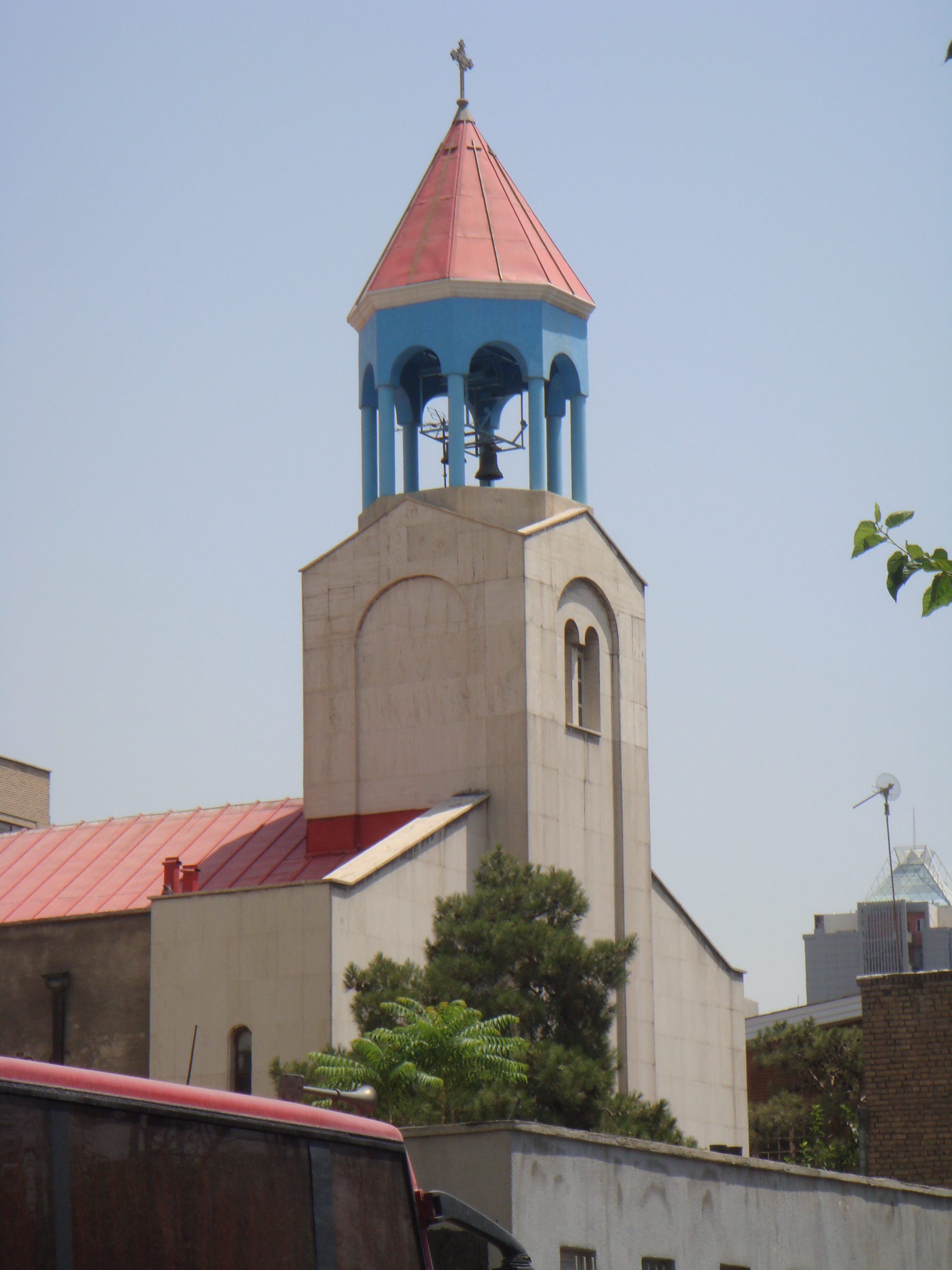
Sankt-Gregor-der-Erleuchter-Kirche in Teheran, 2011

Die Kirche Surp Grigor Lussaworitsch oder Sankt-Gregor-der-Erleuchter-Kirche (armenisch Սուրբ Գրիգոր Լուսավորիչ եկեղեցի Surb Grigor Lussaworitsch jekeghetsi, persisch کلیسای سنت گریگور روشنگر) ist eine Kirche in der iranischen Hauptstadt Teheran, die im Jahre 1954 geweiht wurde. Sie ist die einzige noch betriebene Pfarrkirche und gleichzeitig Kathedrale der Eparchie Ispahan der Armenisch-katholischen Kirche, deren Sitz trotz des Namens in Teheran ist.

## Standort
Die armenisch-katholische Sankt-Gregor-der-Erleuchter-Kirche steht an der Nordseite der Ghazali-Straße und an der Westseite der Nersi-Straße, etwa 100 m östlich der Hafez-Allee, 120 m südlich der Straße der Islamischen Revolution (Enqelab, خیابان انقلاب اسلامی), rund 150 m nördlich der russischen Botschaft in Teheran, etwa 400 m nördlich der armenisch-apostolischen Kirche der Heiligen Muttergottes und rund 500 m südöstlich der Amirkabir-Universität für Technologie.

## Architektur
Die aus Stahlbeton gebaute, einschiffige armenisch-katholische Sankt-Gregor-der-Erleuchter-Kirche steht in Nord-Süd-Richtung und hat beim Eingang im Süden einen Glockenturm mit quadratischem, im offenen, hellblau gestrichenen Bereich mit den Glocken achteckigem Querschnitt und einem Pyramidendach mit Kreuz an der Spitze. Die Kirche hat einen rechteckigen Grundriss und ein Satteldach.
Die Bischofsresidenz bei der Kirche ist ein unauffälliges kleines zweigeschossiges Gebäude mit einer steilen inneren Treppe. Eine Hälfte des Gebäudes enthält Büros und die andere Hälfte die Wohnräume des armenisch-katholischen Bischofs von „Ispahan“ (eigentlich Teheran).

## Geschichte
Die armenisch-katholische Eparchie Ispahan wurde am 30. April 1850 eingerichtet. Die heute als Bischofssitz der Eparchie dienende armenisch-katholische Sankt-Gregor-der-Erleuchter-Kirche in Teheran wurde im Jahre 1954 fertiggestellt.

## Bistum und Bischof
Der Bischofssitz bei der Sankt-Gregor-der-Erleuchter-Kirche in der Ghazali-Straße 22 in Teheran ist offizielle Anschrift der nach der Stadt Isfahan benannten Eparchie Ispahan (Eparchia Hispahanensis Armenorum) – diesem offiziellen Namen zum Trotz. Die Eparchie Ispahan umfasst im Jahr 2017 etwa 150 Gläubige in einer einzigen Pfarrei. Im Jahre 1998 waren es noch 2200 armenische Katholiken und im Jahre 2006 gar 10.000 Katholiken gewesen. Seit dem 1. Oktober 2015 ist der am 9. November 1943 in Aleppo in Syrien geborene Sarkis Davidian Teheraner Erzbischof. 2015 hatte die armenisch-katholische Gemeinde von Teheran noch etwa 200 Mitglieder, rund 60 Familien. Davor war sie zwei Jahre ohne Bischof gewesen. Die soll neben der starken Auswanderung zum Schwund der Gemeinde beigetragen haben.

## Verwechslungsmöglichkeiten
Die armenisch-katholische Sankt-Gregor-der-Erleuchter-Kirche in Teheran sollte nicht mit der armenisch-apostolischen Sankt-Gregor-der-Erleuchter-Kirche in Teheran verwechselt werden.